# Galatsi
Galatsi (griechisch Γαλάτσι (n. sg.), traditionell auch Galatsio oder Galatsion) ist eine Vorstadt im Norden der griechischen Hauptstadt Athen.

## Lage
Galatsi ist 5 km nördlich der Akropolis mitten in der attischen Ebene, südlich der Tourkovounia-Berge gelegen. Es grenzt im Osten an Filothei-Psychiko, im Norden an Nea Ionia, im Süden und Westen an Athen.
Die Gemeinde umfasst die Siedlungen Kritika, Perivolia, Karagianneika, Aktimonon Menidiatika, Lambrini und Omorfikklisia.

## Geschichte
Die früher landwirtschaftlich genutzte und bewaldete Gegend war bis Anfang des 20. Jahrhunderts unbebaut. Die ersten Bewohner waren Arbeiter, hauptsächlich von Naxos, die sich ab 1910 bei einem Kalkofen ansiedelten. Nachdem die Einwohnerzahl angewachsen war, wurde die Siedlung 1927 als Landgemeinde von Athen abgetrennt, dies wurde jedoch nach drei Monaten wieder rückgängig gemacht. 1935 wurde die erste Buslinie in Betrieb genommen. Während der deutschen Besatzung versteckten sich Widerstandsgruppen in den Tourkovounia.
Nach dem Zweiten Weltkrieg begann ein stürmisches Bevölkerungswachstum, aus allen Teilen Griechenlands ließen sich neue Einwohner nieder. 1954 wurde Galatsi wieder zur Landgemeinde und 1963 zur Gemeinde erhoben. Die Gemeinde ist mit Athen und den umliegenden Vororten zusammengewachsen und durch Wohnbebauung urbanisiert. Heute ist noch ein einziger Bauernhof auf einem Hügel im Osten namens Tourkovounia verblieben.
Die Hügel Tourkovounia im Nordosten und Alsos Veikou im Westen stellen grüne Inseln im Häusermeer dar.

## Bevölkerungsentwicklung
| Jahr | Einwohner | Veränderung         | Dichte       |
| ---- | --------- | ------------------- | ------------ |
| 1981 | 50.096    | -                   | 12.443,1/km² |
| 1991 | 57.230    | + 7.134 / + 14,24 % | 14.215/km²   |
| 2001 | 58.042    | + 812 / + 1,42 %    | 14.416,8/km² |

## Bürgermeister
Bürgermeister ist seit Anfang 2007 der Arzt Tsiros Kyriakos (* 1952).

## Sehenswürdigkeiten
- Alsos Veikou
 Der Alsos Veikou bildet eine große Grünfläche, eine der grünen Lungen Athens. Er weist Cafés, Kinderspielplätze, einen Fußballplatz, ein Theater und ein open-air-Kino auf. Er stellt einen beliebten Treffpunkt vieler Athener am Wochenende dar.
- Galatsi Olympic Hall
 Die Galatsi Olympic Hall war bei den Olympischen Sommerspielen 2004 die Wettkämpfe im Tischtennis und in der Rhythmischen Sportgymnastik statt. Die Halle bietet Platz für 6500 Zuschauer und kostete 43 Mio. Euro.[2][3]
- Omorfokklisia
 Die Kirche des Heiligen Georg, die den Beinamen Omorfokklisia (griechisch Ομορφοκκλησιά, „Schöne Kirche“) führt, ist eine der bedeutendsten byzantinischen Kirchenbauten Athens. Sie befindet sich an der Grenze der Gemeinde zu Nea Ionia und Athen. Es handelt sich um einen Kreuzkuppelbau im byzantinischen Stil, errichtet um 1050 nach Chr. auf den Trümmern einer älteren Kirche mit Material eines heidnischen Tempels. Im 13. Jahrhundert wurde sie durch eine südlich angebaute Kapelle erweitert. Der bildhauerische Schmuck und die Fresken im Innenraum geben der Kirche ein freundliches Aussehen.